# Jean-Pierre Rouède
Jean-Pierre Vital Rouède est un homme politique français né le 25 avril 1752 à Salies-du-Salat (Haute-Garonne) et mort à une date inconnue.

## Biographie
Administrateur du département, il est député de la Haute-Garonne de 1791 à 1792. Il devient juge suppléant au tribunal civil de Saint-Gaudens en 1800.

## Sources
- « Jean-Pierre Rouède », dans Adolphe Robert et Gaston Cougny, Dictionnaire des parlementaires français, Edgar Bourloton, 1889-1891 [détail de l’édition]